# Tecnología y fútbol
El fútbol, además de un deporte, se ha convertido en un espectáculo que siguen millones de personas a lo largo del mundo. El "deporte rey" es un fenómeno de masas que ha conseguido instaurar un imperio económico que mueve miles de millones de euros al año, ya sea por derechos televisivos o de imagen, traspasos de jugadores, inversiones de los clubes, etc.
Aunque históricamente la industria del fútbol ha sido reacia a incorporar tecnologías audiovisuales para paliar los errores arbitrales durante los partidos, en tiempos recientes, el público y los mismos participantes más directos del juego han pedido, en numerosas ocasiones, su implantación.

## Ojo de halcón
El ojo de halcón (en inglés: Hawk-Eye) es un dispositivo tecnológico que se compone de un sistema de cámaras de alta resolución instauradas en diferentes lugares del estadio cuya misión es seguir la trayectoria del balón, en que los datos recogidos son analizados desde una base de datos que envía una transmisión o señal al reloj digital del árbitro en el momento en que este sobrepasa la línea de gol. Esta señal tarda aproximadamente un segundo en enviarse al colegiado.
La FIFA comenzó a usar esta tecnología del fútbol en el mundial de clubes de 2012 conjuntamente con el sistema denominado GoalRef, el cual consiste en un grupo de sensores y un microchip insertado en el interior del balón que avisa al árbitro cuando la pelota traspasa la línea de gol. Este sistema utiliza un campo magnético, cuando el esférico rebasa totalmente el límite se produce la señal que se envía automáticamente a la muñeca del árbitro.
LaLiga es el único de los grandes campeonatos europeos que no ha introducido esta tecnología. El ojo de halcón se utiliza en la Premier League desde la temporada 2013-2014, mientras que en la Ligue 1, la Bundesliga y la Serie A instauraron dicha tecnología en la temporada 2015-2016.

## Video Assistant Referee
El VAR consiste en una red de cámaras que retransmiten a una sala apartada del campo, donde los asistentes de vídeo pueden revisar las jugadas. Esta asistencia puede producirse a petición del árbitro (si tiene dudas en una de las jugadas que pueden volverse a arbitrar), o en caso de que los asistentes detecten un lance dudoso y avisen al juez del encuentro a través del pinganillo.
A partir de este instante, los asistentes de vídeo consultan las imágenes que reciben en sus monitores y retransmiten sus decisiones o conclusiones al colegiado. Será este último el que tome la decisión final, fiándose del criterio de los asistentes alejados del terreno de juego o consultando, él mismo, las imágenes en una pantalla situada en la banda del campo.
Las jugadas que pueden ser revisadas a través del VAR son:
Goles
Una de las funciones del VAR es, según el sitio web de la FIFA, "ayudar al árbitro a determinar si se ha producido alguna infracción que impida conceder gol". En un primer momento se pensaba que el VAR no podía corregir los fuera de juego porque no está mencionado en sus cuatro competencias (goles, penaltis, tarjetas rojas y confusión de identidad), pero en realidad, sí está habilitado para dar marcha atrás cualquier acción que haya podido influir en un gol. En este caso, según los expertos, el ritmo de juego no se detiene, porque el gol ya detiene el partido por sí mismo.
Penaltis
Los asistentes garantizan que se tome la decisión correcta al sancionar (o no) un penalti.
Tarjetas rojas
Con tal de asegurarse de que un jugador reciba la sanción merecida en caso de dudas sobre la gravedad de una falta o infracción. Pudiendo consultar el criterio de la sanción.
Confusión de identidad de jugadores
Los asistentes de vídeo pueden ayudar al árbitro a determinar quién cometió una infracción, en jugadas aisladas o en las que intervienen un gran número de jugadores, para no amonestar o expulsar al jugador equivocado.

## Inteligencia artificial
La inteligencia artificial se ha convertido en uno de los pilares del fútbol moderno profesional gracias a su capacidad de captar y almacenar gran cantidad de datos relevantes que pueden ayudar a aumentar las capacidades del cuerpo técnico y, por ende, el rendimiento de los jugadores y el equipo. 
La inteligencia artificial en el mundo del fútbol se trata de un campo especializado en el entrenamiento de máquinas o computadoras para que realicen tareas de análisis futbolístico simulando y sustituyendo la inteligencia humana. No solo se imita el comportamiento de la mente humana, sino que se extiende, aumenta y automatiza las capacidades de esta, incluyendo la capacidad de aprendizaje y mejora autónoma. Por tanto, la inteligencia artificial actúa de la misma manera que la mente humana, pero a gran escala, con una mayor precisión y velocidad, algo que resulta extremadamente útil a la hora de captar datos del rendimiento de los futbolistas pues permite recogerlos en abundante cantidad, en un tiempo reducido y de manera mucho más concreta y acertada.
Big data es el nombre que ha recibido el gran conjunto de datos que emanan de los encuentros deportivos gracias al uso de la inteligencia artificial. El uso de este método analítico permite a los equipos obtener datos sobre tiros, pases, distancias... Esto es de gran utilidad para el cuerpo técnico de un equipo, pues permite analizar el rendimiento de la propia plantilla, pudiendo modificar aspectos del juego o sesiones de entrenamiento en función de los resultados recogidos. También resulta muy productivo a la hora de analizar a los jugadores de equipos rivales, tanto en el momento de enfrentarlos como durante el mercado de fichajes, teniendo la posibilidad de encontrar al jugador que estadísticamente se ajuste mejor a las necesidades del equipo.
Además de aumentar la cantidad de datos obtenidos, la inteligencia artificial permite un análisis más detallado y preciso de ellos. Esto ha provocado la creación de nuevos términos para definir variables que se comenzaron a medir recientemente como los goles esperados (xG) y las asistencias esperadas (xG). Los goles esperados son un sistema predictivo que muestra la probabilidad de que un futbolista anote un gol midiéndolo en un índice que va del 0 al 1. Para ello son tenidas en cuenta variables como el registro goleador del jugador, la posición de tiro, la distancia de la portería, la intervención de otros defensas, la posición del portero, entre muchos otros. Por su parte, las asistencias esperadas son un sistema pronosticador que mide la probabilidad de que un pase se convierta en asistencia de gol. Por tanto, se entiende por asistencia el último pase previo al gol. Al igual que los goles esperados, su medición se realiza mediante una escala que va del 0 al 1, en la que el valor máximo (1) representa una máxima probabilidad de que la acción termine en gol.
La inteligencia artificial, aparte de medir la eficiencia física de los jugadores, permite también evaluar su rendimiento cognitivo teniendo en cuenta aspectos como el acierto en la toma de decisiones o el estrés al que se ve sometido el jugador durante el encuentro. Otra capacidad de la inteligencia artificial es calcular la probabilidad de victoria que tiene un equipo. Para ello, se han desarrollado índices que incluyen toda la información disponible, la comparan con la del equipo rival y determinan así las posibilidades de victoria del conjunto. Este índice recibe el nombre de IET (Índice de Eficiencia Técnica) y basa su funcionamiento en las matemáticas para analizar el rendimiento general de una plantilla desde la táctica colectiva.